# 甲賀市長
甲賀市長（こうかしちょう）は、滋賀県甲賀市の首長である。

## 概要
甲賀市は2004年10月1日に旧甲賀郡の5町が合併して発足した市である。合併に伴い、関係町長が失職することに伴う市長職務執行者は、信楽町長であった今井恵之助が就任した。
合併に伴う初代市長選挙は、2004年10月31日に行われ、滋賀県議会議員であった中嶋武嗣が水口町長であった西川克彦等を破り、当選。以後、3期を務める。2016年に行われた市長選挙では、元衆議院議員であった岩永裕貴が中嶋武嗣を破り、当選を果たす。

## 歴代市長
| 代             | 氏名       | 就任年月日     | 退任年月日     | 備考       |
| -------------- | ---------- | -------------- | -------------- | ---------- |
| 市長職務執行者 | 今井恵之助 | 2004年10月1日  | 2004年10月31日 | 旧信楽町長 |
| 初代-3代       | 中嶋武嗣   | 2004年10月31日 | 2016年10月30日 |            |
| 4-6代          | 岩永裕貴   | 2016年10月31日 | 現職           |            |

## 市長選挙結果

### 2024年
10月27日に投開票が予定されていたが、10月20日の告示日に現職の岩永裕貴以外に立候補者がいなかったため、再選。

### 2020年
10月18日に投開票が予定されていたが、10月11日の告示日に現職の岩永裕貴以外に立候補者がいなかったため、再選。

### 2016年
- 2016年10月16日実施[6]

※当日有権者数：73,855人 最終投票率：55.06%（前回比：pts）
| 候補者名 | 年齢 | 所属党派 | 新旧別 | 得票数   | 得票率 | 推薦・支持 |
| -------- | ---- | -------- | ------ | -------- | ------ | ---------- |
| 岩永裕貴 | 43   | 無所属   | 新     | 20,783票 | %      |            |
| 中嶋武嗣 | 68   | 無所属   | 現     | 19,085票 | %      |            |

### 2012年
- 2012年10月14日実施[7]

※当日有権者数：72,896人 最終投票率：54.37%（前回比：pts）
| 候補者名 | 年齢 | 所属党派 | 新旧別 | 得票数   | 得票率 | 推薦・支持 |
| -------- | ---- | -------- | ------ | -------- | ------ | ---------- |
| 中嶋武嗣 | 64   | 無所属   | 現     | 23,899票 | %      |            |
| 国松嘉仲 | 71   | 無所属   | 新     | 15,299票 | %      |            |

### 2008年
- 2008年10月26日実施[8]

※当日有権者数：人 最終投票率：58.79%（前回比：pts）
| 候補者名 | 年齢 | 所属党派 | 新旧別 | 得票数   | 得票率 | 推薦・支持 |
| -------- | ---- | -------- | ------ | -------- | ------ | ---------- |
| 中嶋武嗣 | 60   | 無所属   | 現     | 25,068票 | %      |            |
| 田中喜克 | 58   | 無所属   | 新     | 17,445票 | %      |            |

### 2004年
- 2004年10月31日実施[9]

※当日有権者数：人 最終投票率：64.57%（前回比：pts）
| 候補者名 | 年齢 | 所属党派 | 新旧別 | 得票数   | 得票率 | 推薦・支持 |
| -------- | ---- | -------- | ------ | -------- | ------ | ---------- |
| 中嶋武嗣 | 56   | 無所属   | 新     | 23,363票 | %      |            |
| 西川勝彦 | 59   | 無所属   | 新     | 19,465票 | %      |            |
| 田代君代 | 61   | 無所属   | 新     | 3,275票  | %      |            |